# Aksytynib
Aksytynib (łac. axitinibum) – organiczny związek chemiczny, lek przeciwnowotworowy należący do II generacji inhibitorów kinazy tyrozynowej receptora czynnika wzrostu śródbłonka naczyń (VEGFR) stosowany w leczeniu raka nerki.

## Mechanizm działania
Szlak komórkowy zależny od receptora czynnika wzrostu śródbłonka naczyniowego (VEGF) pełni rolę kluczowego mediatora w angiogenezie. Nadekspresja VEGFR jest związana z progresją i złym rokowaniem wielu typów nowotworów, w tym w raka nerki, raka jelita grubego, raka żołądka, raka trzustki, raka piersi, raka gruczołu krokowego, raka płuca i czerniaka.
Receptor czynnika wzrostu śródbłonka naczyniowego należy do nadrodziny kinaz tyrozynowych. Receptor jest zbudowany z zewnątrzkomórkowej N-końcowej domeny wiążącej ligand, domeny transbłonowej oraz wewnątrzbłonowej C-końcowej domeny posiadającej aktywność kinazy tyrozynowej oraz miejsce wiązania ATP. Związanie liganda z VEGFR powoduje jego dimeryzację oraz fosforylację reszt tyrozynowych, co włącza aktywność kinazy tyrozynowej. Aktywny receptor rekrutuje kolejne białka sygnałowe, które są zdolne do aktywacji kolejnych białek wielu szlaków sygnałowych.
Aksytynib jest silnym, wysoce selektywnym inhibitorem receptorów dla VEGFR-1, VEGFR-2 oraz VEGFR-3. Lek wiąże się z miejscem wiązania ATP domeny kinazy tyrozynowej receptora, stabilizuje jego konformację i blokuje jego autofosforylację, co uniemożliwia dalszą transdukcję sygnału z receptora i ostatecznie wpływ receptora na procesy proliferacji, zdolności do przeżycia komórki, migracji oraz tworzenia nowych naczyń. Inhibicja leku receptora płytkopochodnego czynnika wzrostu (PDGF) oraz receptora czynnika wzrostu komórek pnia (c-KIT) jest kilkukrotnie słabsza od blokowania VEGF. W badaniach przedklinicznych na zwierzętach aksytynib zmniejszał dynamikę wzrostu guza, zmniejszał gęstość patologicznej sieci naczyniowej nowotworu i powodował jego martwicę.

## Wskazania
Aksytynib stosuje się w leczeniu raka nerkokomórkowego w ramach drugiej linii terapii po niepowodzeniu leczenia z zastosowaniem sunitynibu lub cytokiny (INF-α, IL-2).

## Badania kliniczne
Skuteczność aksytynibu w leczeniu raka nerkokomórkowego oceniły badania II i III fazy. W pierwszym badaniu II fazy na 52 chorych z rakiem nerkokomórkowym opornym na cytokiny osiągnięto wysoki odsetek odpowiedzi obiektywnych (ORR) wynoszący 44% oraz stwierdzono medianę czasu do progresji (TTP) wynoszącą 15,7 miesiąca, medianę czasu trwania odpowiedzi 23 miesięcy i medianę przeżycia całkowitego (OS) 29,9 miesiąca.
W drugim badaniu II fazy na 62 chorych leczonych wcześniej sorafenibem odsetek odpowiedzi obiektywnych (ORR) wynosił 22,6%, mediana czasu trwania odpowiedzi wynosiła 17,5 miesiąca, mediana przeżycia wolnego od progresji (PFS) wynosiła 7,4 miesiąca, a mediana przeżycia całkowitego (OS) 13,6 miesiąca. Badanie potwierdziło skuteczność aksytynibu po wcześniejszym leczeniu inhibitorem kinazy tyrozynowej.
Kolejne wieloośrodkowe badanie II fazy oceniło wpływ miareczkowania dawki leku na skuteczność leczenia. Chorzy tolerujący leczenie za pomocą 5 mg aksytynibu byli losowo przydzielani do ramienia ze zwiększoną dawką leku do 7 mg podawanego dwa razy dziennie, z kolejną eskalacją dawki do 10 mg dwa razy dziennie przy dobrej tolerancji leczenia, albo do ramienia bez miareczkowania dawki (leczenie stała dawką leku 5 mg). Pierwszorzędnym celem badania była ocena odsetków odpowiedzi na leczenie. Zaobserwowano istotną statystycznie różnicę odsetków odpowiedzi na korzyść strategii miareczkowania aksytynibu (54% w grupie z miareczkowaniem wobec 34% grupy bez miareczkowania). W aktualizacji wyników badania stwierdzono również poprawę przeżycia całkowitego w grupie stosującej miareczkowanie dawki aksytynibu aż o 12,3 miesiąca (mediana przeżycia całkowitego 42,7 miesiąca w grupie z miareczkowaną dawką leku, mediana przeżycia całkowitego 30,4 miesiąca w grupie bez miareczkowania). Badanie podkreśla istotność określenia indywidualnej optymalnej dawki aksytynibu w leczeniu raka nerkokomórkowego.
Rolę aksytynibu w leczeniu II linii raka nerkokomórkowego określiło badanie III fazy AXIS. W tym badaniu na 723 chorych z zaawansowanym rakiem nerkokomórkowym po niepowodzeniu leczenia pierwszej linii aksytynib porównano z sorafenibem. W pierwszej linii leczenia 54% chorych otrzymywało sunitynib, 35% cytokiny, 8% bewacyzumab z interferonem α i 3% tensirolimus. Pierwszorzędowym punktem końcowym badania był czas przeżycia wolny od progresji, a drugorzędowym czas przeżycia całkowitego. W grupie otrzymującej aksytynib zaobserwowano poprawę mediany przeżycia wolnego od progresji (PFS), która wynosiła 6,7 miesiąca, podczas gdy w grupie otrzymującej sorafenib wynosiła ona 4,7 miesiąca. Mediana przeżycia całkowitego (OS) nie różniła się istotnie statystycznie pomiędzy oboma lekami (20,1 miesiąca w grupie otrzymującej aksytynib, 19,2 miesiąca w grupie otrzymującej sorafenib). W analizie podgrup aksytynib u chorych otrzymujących wcześniej sunitynib lub cytokiny korzystniej wpływał na wydłużenie mediany przeżycia wolnego od progresji niż sorafenib, natomiast u chorych otrzymujących wcześniej bewacyzumab z interferonem α nie wykazano istotnej statystycznie różnicy mediany przeżycia wolnego od progresji.
Nie przeprowadzono badań bezpośrednio porównujących skuteczność aksytynibu z niwolumabem lub kabozantynibem, natomiast niwolumab i kabozantynib wykazały wyższość nad ewerolimusem w ramach leczenia II linii.
Aksytynib badano również w zastosowaniu w ramach pierwszej linii leczenia. W badaniu AGILE u chorych z przerzutowym rakiem nerkokomórkowym chorych losowo przydzielono do ramienia z aksytynibem lub sorafenibem. Nie wykazano różnicy mediany czasu przeżycia wolnego od progresji ani mediany czasu przeżycia całkowitego pomiędzy obiema grupami chorych, choć stwierdzono wyższy odsetek odpowiedzi w grupie stosującej aksytynib. Aksytynib nie został zarejestrowany w leczeniu I rzutu raka nerkokomórkowego.

## Przeciwwskazania
Do przeciwwskazań do stosowania aksytynibu należy nadwrażliwość na lek lub substancję pomocniczą.

## Dawkowanie
Początkowa dawka aksytynibu wynosi 5 mg dwa razy na dobę. U chorych tolerujących początkową dawkę (brak toksyczności powyżej 2 stopnia według NCI) po 2 tygodniach leczenia dawka może być zwiększona do 7 mg dwa razy na dobę, z wyjątkiem chorych leczonych z powodu nadciśnienia tętniczego lub z wartością ciśnienia tętniczego powyżej 150/90 Hg. Następnie po kolejnych dwóch tygodniach na podstawie podobnych kryteriów dawkę można zwiększyć do 10 mg dwa razy na dobę.
W przypadku wystąpienia niektórych działań niepożądanych dawkę leku można zredukować do 3 mg dwa razy na dobę, a następnie w razie konieczności do 2 mg dwa razy na dobę.
W przypadku pominięcia dawki nie przyjmuje się dodatkowej dawki, a kolejną dawkę przyjmuje się o zwykłej porze.

## Farmakokinetyka
Lek jest przyjmowany doustnie, może być przyjmowany z posiłkiem lub bez posiłku. Bezwzględna biodostępność wynosi 58% w porównaniu z podaniem dożylnym. Okres półtrwania w osoczu wynosi 2,5–6,1 godzin. Lek jest metabolizowany głównie w wątrobie przez CYP3A4/5, a w mniejszym stopniu przez CYP1A2, CYP2C19 oraz UGT1A1. Jest wydalany głównie z kałem, w mniejszym stopniu z moczem.

## Interakcje
Aksytynib jest metabolizowany głównie za pomocą CYP3A4/5 i w mniejszym stopniu przez CYP1A2, CYP2C19 i transferazę urydyno-difosfo-glukuronową (UGT) 1A1. Jednoczesne stosowanie aksytynibu z silnymi inhibitorami CYP3A4/5 (ketokonazol, itrakonazol, klarytromycyna, erytromycyna, atazanawir, indynawir, nefazodon, nelfinawir, rytonawir, sakwinawir i telitromycyna) może być przyczyną zwiększenia stężenia leku. Podczas leczenia aksytynibem w miarę możliwości unika się stosowania silnych inhibitorów CYP3A4/5, a jeśli ich podanie jest niezbędne to może być konieczne dostosowanie dawki aksytynibu. Jednoczesne stosowanie silnych induktorów CYP3A4/5 (ryfampicyna, fenytoina, karbamazepina, ryfabutyna, ryfapentyna, fenobarbital oraz preparaty dziurawca zwyczajnego) może zmniejszać stężenie aksytynibu. Jeśli jest konieczne jednoczesne stosowanie induktorów CYP3A4/5 to może być konieczne dostosowanie dawki aksytynibu. Nie oceniono wpływu inhibitorów CYP1A2 i CYP2C19 na metabolizm aktytynibu.
Aksytynib nie hamuje CYP2A6, CYP2C9, CYP2C19, CYP2D6, CYP2E1, CYP3A4/5, CYP2C8 oraz UGT1A1. Lek potencjalnie może hamować CYP1A2 i powodować wzrost stężenia w osoczu metabolizowanych przez niego leków. Aksytynib nie indukuje CYP1A1, CYP1A2 oraz CYP3A4/5.

## Działania niepożądane
Do działań niepożądanych leku należą:
- bardzo często[a]: niedoczynność tarczycy, zmniejszenie apetytu, ból głowy, zaburzenia smaku, nadciśnienie tętnicze, krwotok, duszność, kaszel, dysfonia, biegunka, nudności, wymioty, ból brzucha, zaparcia, zapalenie jamy ustnej, dyspepsja, erytrodyzestezja dłoniowo-podeszwowa (zespół ręka-stopa), wysypka, suchość skóry, ból stawów, ból kończyn, białkomocz, zmęczenie, astenia, zapalenie błon śluzowych, zmniejszenie masy ciała,
- często[b]: niedokrwistość, małopłytkowość, nadkrwistość, nadczynność tarczycy, odwodnienie, hiperkaliemia, hiperkalcemia, zawroty głowy, szumy uszne, epizody niewydolności serca, żylne i tętnicze epizody zakrzepowo-zatorowe, ból jamy ustnej i gardła, ból w nadbrzuszu, wzdęcie, guzki krwawnicze, ból języka, perforacja przewodu pokarmowego i przetoka, hiperbilirubinemia, świąd, rumień, łysienie, ból mięśni, niewydolność nerek, zwiększenie stężenia lipazy, zwiększenie aktywności aminotransferazy alaninowej, zwiększenie aktywności aminotransferazy asparaginowej, zwiększenie aktywności amylazy, zwiększenie stężenia fosfatazy zasadowej, zwiększenie stężenia kreatyniny, zwiększenie stężenia TSH,
- niezbyt często[c]: neutropenia, leukopenia, zespół tylnej odwracalnej encefalopatii.